# Lotononis tenuifolia
Lotononis tenuifolia är en ärtväxtart som först beskrevs av Christian Friedrich Frederik Ecklon och Carl Ludwig Philipp Zeyher, och fick sitt nu gällande namn av Dummer. Lotononis tenuifolia ingår i släktet Lotononis och familjen ärtväxter. Inga underarter finns listade i Catalogue of Life.